# Jörn Donner
Jörn Donner (5 de febrero de 1933-30 de enero de 2020) fue un escritor, cineasta, diplomático y político de nacionalidad finlandesa.

## Biografía

### Inicios
Su nombre completo era Jörn Johan Donner y nació en Helsinki, Finlandia, siendo sus padres el lingüista y antropólogo Kai Donner y su madre, Margareta von Bonsdorff. Fue hermano del zoólogo Kai Otto Donner y del profesor de geología Joakim Donner. Jörn Donner se graduó en 1958 en la Universidad de Helsinki, donde estudió ciencias políticas, literatura nórdica, psicología y filosofía, descartando hacer una carrera científica.

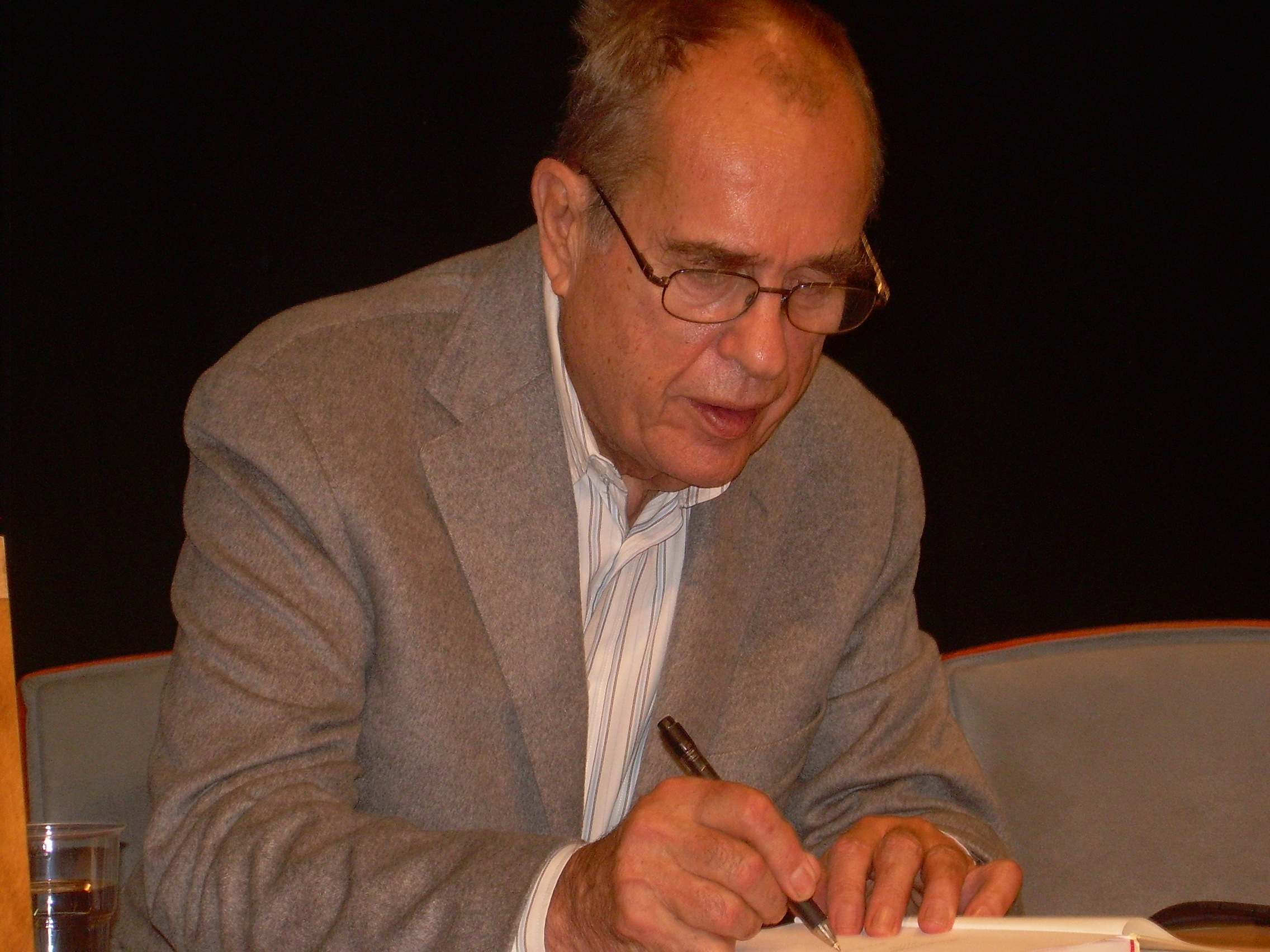
Jörn Donner en la Feria del Libro de Helsinki en 2008

### Política
Donner fue Miembro del Parlamento finlandés por el Partido Popular Sueco de Finlandia (RKP) entre 1987 y 1995, en 2007 y desde 2013 a 2015. Igualmente, formó parte del Parlamento Europeo con el Partido Socialdemócrata de Finlandia (SDP) entre 1996 y 1999. En las elecciones municipales de 1968 fue elegido miembro del Consejo Municipal de Helsinki formando parte de la Unión Democrática del Pueblo Finlandés
(Suomen Kansan Demokraattinen Liitto o SKDL). Donner renunció a su escaño en el Consejo en 1976, aunque volvió a formar parte del mismo en 1984 con el RKP. Volvió al Consejo luego de dos mandatos, dejando de presentarse en 1992.También fue elegido para formar parte del Ayuntamiento de Ekenäs en las elecciones municipales del año 2000, presentándose como independiente. Volvió a presentarse para el ayuntamiento de Helsinki en las elecciones de 2004, formando parte esta vez del SDP. En este mandato fue Presidente de la Comisión de Cultura, dejando su cargo en 2008 al no presentarse a nuevas elecciones.
Además de  su actividad parlamentaria y municipal, Donner fue Cónsul General de Finlandia en Los Ángeles entre 1995 y 1996.

### Carrera cinematográfica
Donner fue uno de los fundadores del Archivo Audiovisual Nacional
(Kansallinen audiovisuaalinen arkisto). Inició su carrera como director en Suecia, pero tras algunas cintas se mudó a Finlandia, rodando una atrevida película erótica, Mustaa valkoisella (1968). Tras ella, dirigió algunas otras producciones del mismo estilo, como Sixtynine 69 (1969), Naisenkuvia (1970) y Hellyys (1972). Donner también dirigió películas de temática más seria, entre ellas una con influencias de Ingmar Bergman y Antonioni, Anna (1970); protagonizada por una actriz habitual de Bergman, Harriet Andersson. Algunas de sus últimas películas, dirigidas ya en el siglo XXI, fueron habladas en sueco. Donner fue autor de los guiones de todas sus películas.
Tras un período de descanso, en el año 2009 dirigió el drama histórico Kuulustelu, sobre un paracaidista durante la Guerra de Continuación, Kerttu Nuorteva.
Donner fue productor de la película de 1984, Fanny y Alexander, que obtuvo el Óscar a la mejor película internacional. Aunque la película fue dirigida por Ingmar Bergman, Donner recogió el premio, al no poder hacerlo el director.
Donner fue presidente de la junta directiva de la Fundación Cinematográfica Finlandesa (Suomen elokuvasäätiö) en los períodos1981–1983, 1986–1989 y 1991–1995, así como director gerente del Instituto Sueco del Cine en 1978–1982.

### Carrera como escritor

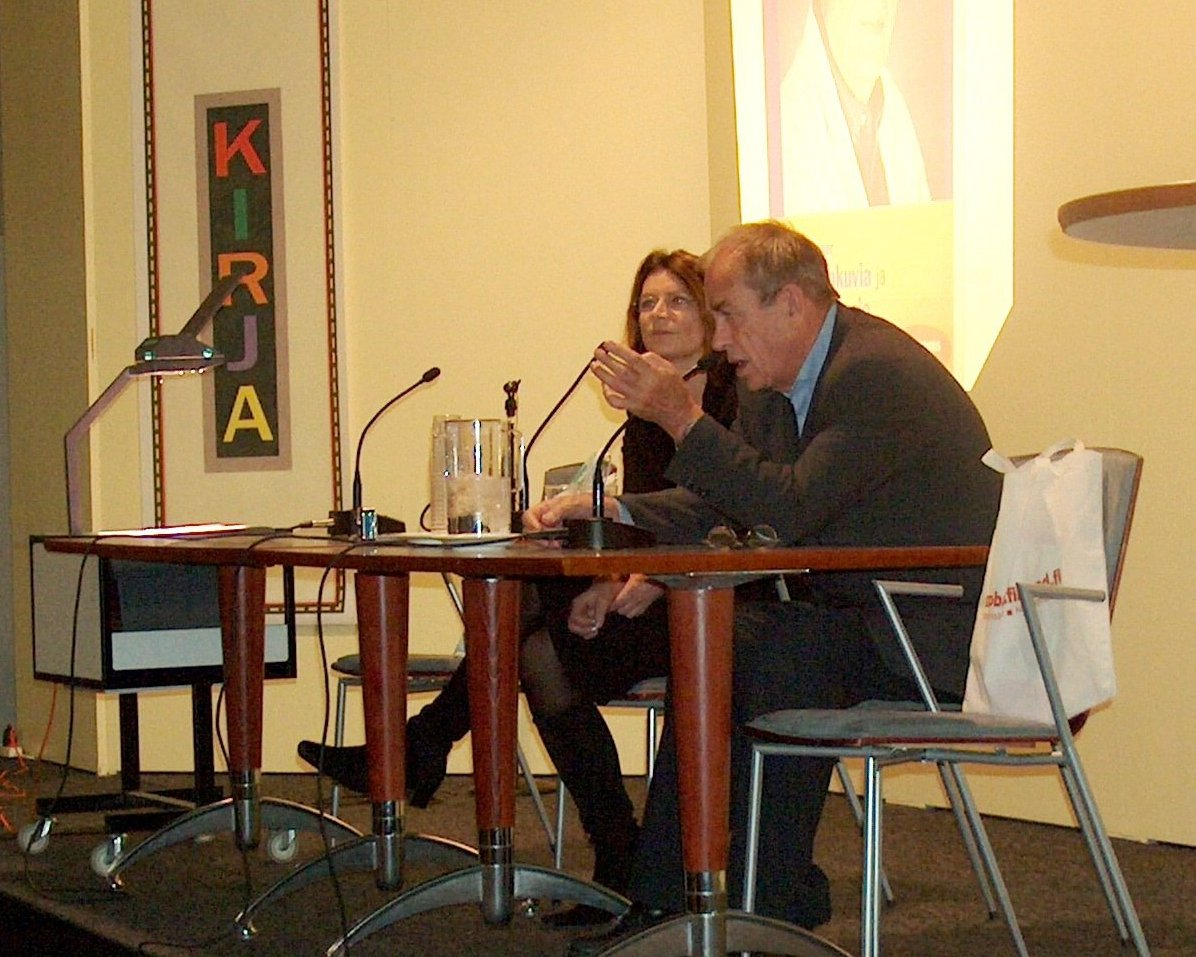
Jörn Donner en la Feria del Libro de Helsinki en 2004

No había cumplido los 20 años cuando Donner inició su carrera de escritor con la colección de cuentos Välsignade liv (1951) y a lo largo de su vida publicó decenas de obras. Entre sus obras más conocidas figuran Djävulens ansikte (1962), Nya boken om vårt land (1967) y Varför finns jag till (1998). 
Su mayor logro literario fue una serie de novelas sobre la historia de la familia Anders, tratando temas del mundo empresarial finlandés y de la clase alta sueco finlandesa desde los años 1930 hasta el 2000. La serie constaba de diez títulos, aunque alguna novela posterior tenía una vaga relación con la historia. La sexta novela, Isä ja poika, le valió a Donner el Premio Finlandia en el año 1985. En el año 2002, el libro de Donner Elämme – siis kuolemme / Att leva är att dö obtuvo el título de Libro cristiano del año. Otro de los títulos publicados por Donner, lanzado en el año 2009, fue de memorias relativas a Ingmar Bergman.

### Vida privada

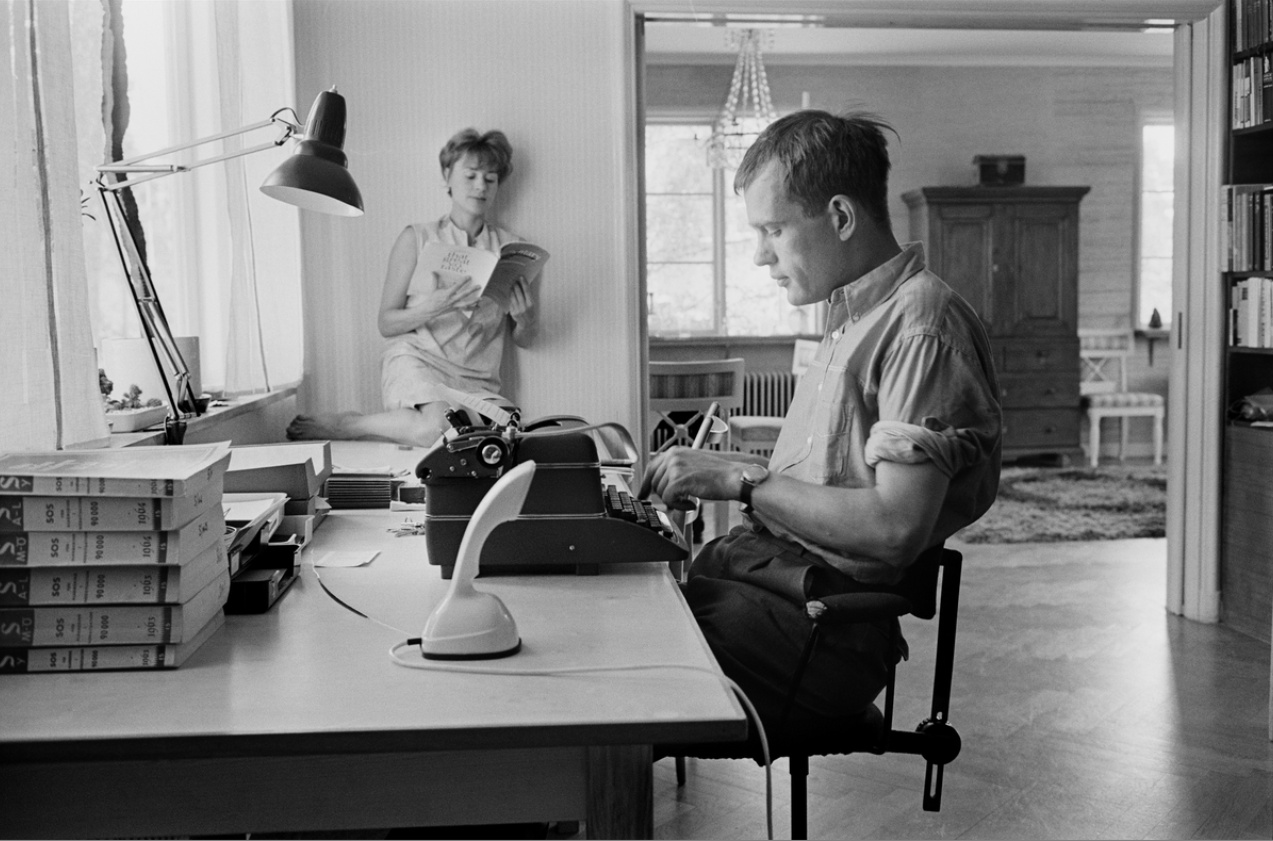
Harriet Andersson y Jörn Donner en Estocolmo en 1964

Donner cumplió el servicio civil entre 1959 y 1961, algo poco habitual en su país en la época, llevándolo a cabo en el Hospital General de Pori. Escribió un libro sobre su experiencia, Terveenä sairaalassa.
A finales de los años 1990 a Donner le diagnosticaron un cáncer de próstata, y a finales de 2006 un cáncer de pulmón, el cual recidivó dos veces.
Donner se casó tres veces. Su primera esposa fue la escritora Inga-Britt Wik (casados en 1954 y divorciados en 1962). La segunda fue Jeannette Bonnier (1974–1988) y la tercera Bitte Westerlund, con la que se casó en 1995. Tuvo seis hijos: Johan (nacido en 1955), Jakob (1959), Susanna (1981–2017, cuya madre era Meri Vennamo), Otto (1981), Daniel (1988) y Rafael Donner (1990).
En la década de 1960, Donner tuvo una relación sentimental con Harriet Andersson, confirmada por la propia actriz como la mejor época de su vida.
Jörn Donner falleció el 30 de enero de 2020 en Helsinki, a los 86 años de edad. Sus restos fueron incinerados y las cenizas esparcidas en su casa de verano en Bromarv.

## Premios y distinciones
Festival Internacional de Cine de Venecia
| Año  | Categoría         | Película              | Resultado |
| ---- | ----------------- | --------------------- | --------- |
| 1963 | Mejor ópera prima | En söndag i september | Ganador   |

- 2017 : Premiado por su trayectoria por el Festival de Cine Tallinna Pimedate Ööde
- 2014 : Premio Betoni-Jussi a su carrera
- 2012 : Orden de la Estrella Polar
- 2008 : Premio Estatal de las Artes
- 2008 : Premio Apollo del DocPoint - Festival de cine documental de Helsinki
- 2004 : Premio de la Academia Sueca para Finlandia
- 2003 : Nombrado Profesor por el presidente de la República
- 2002 : Miembro de honor de la Universidad de Arte y Diseño[19]
- 1987 : Medalla Pro Finlandia
- 1985 : Premio Finlandia
- 1983 : Óscar a la mejor película internacional para Fanny y Alexander, producida por él y dirigida por Ingmar Bergman
- 1974 : Premio Jussi al mejor productor
- 1969 : Premio Jussi al mejor director
- 1966 : Premio Jussi al mejor guionista

## Obra literaria

### Libros
Libros sobre la historia de la familia Anders
1. Otava, ed. (1975). Nyt sinun täytyy. Helsinki. ISBN 951-1-02113-3.
2. Otava, ed. (1976). Angela. Helsinki. ISBN 951-1-04024-3.
3. Otava, ed. (1979). Jakob ja kylmä rauha. Helsinki. ISBN 951-1-05417-1.
4. Otava, ed. (1981). Angela ja rakkaus. Helsinki. ISBN 951-1-06386-3.
5. Otava, ed. (1983). Itsenäisyyspäivä. Helsinki. ISBN 951-1-07211-0.
6. Otava, ed. (1985). Isä ja poika. Helsinki. ISBN 951-1-08624-3.
7. Otava, ed. (1986). Presidenten. Helsinki. ISBN 951-1-09212-X.
8. Otava, ed. (1989). Vapauden vangit. Helsinki. ISBN 951-1-10854-9.
9. Otava, ed. (1993). Sattuman kauppaa. Helsinki. ISBN 951-1-12847-7.
10. Otava, ed. (1994). Erään rakkauden tarina. Helsinki. ISBN 951-1-13431-0.
11. Otava, ed. (2001). Petollinen sydän. Helsinki. ISBN 951-1-17415-0.

### Otras publicaciones
- Söderström, ed. (1951). Välsignade liv. Helsingfors.
- Söderström, ed. (1952). Slå dej inte till ro. Helsingfors.
- Söderström, ed. (1954). Brev. Helsingfors.
- S. & Co, ed. (1955). Jag, Erik Anders. Helsingfors.
- S. & Co, ed. (1957). Bordet. Helsingfors.
- WSOY, ed. (1958). Berliini. Arkea ja uhkaa. Porvoo.
- Fennia, ed. (1961). Terveenä sairaalassa. Helsinki.
- WSOY, ed. (1961). Ihmisten Helsinki. Porvoo.
- WSOY, ed. (1963). Raportti Tonavalta. Porvoo.
- Otava, ed. (1967). Paholaisen kasvot. Ingmar Bergmanin elokuvat. Helsinki.
- WSOY, ed. (1967). Uusi maammekirja – raportti Suomesta. Helsinki.
- Otava, ed. (1968). Maailmankirja. Helsinki.
- Otava, ed. (1970). Tapaus Naisenkuvia. Helsinki.
- Otava, ed. (1971). Surun ja rakkauden kesä. Helsinki.
- Otava, ed. (1974). Marina Maria. Helsinki.
- Otava, ed. (1974). Matka vieraaseen maahan. Helsinki. ISBN 951-1-01325-4.
- Söderström, ed. (1976). Sagt och gjort. Helsingfors. ISBN 951-52-0376-7.
- WSOY, ed. (1980). Minä, Jörn Johan Donner, syntynyt helmikuun 5. päivänä 1933, Helsingissä, Suomessa. Porvoo. ISBN 951-00-9515-X.
- Otava, ed. (1986). Kotiin syyssateessa. Helsinki. ISBN 951-1-08706-1.
- Stockmann, ed. (1987). I stadens hjärta. Helsingfors. ISBN 951-99800-7-5.
- Otava, ed. (1988). Vastavirtaan. Helsinki. ISBN 951-1-10302-4.
- Ageba, ed. (1990). Mitt Finland helt enkelt. Helsingfors. ISBN 952-90-2557-2.
- Otava, ed. (1990). Eurooppa-raportti. Helsinki. ISBN 951-1-11446-8.
- Donner, Jörn & Martti Häikiö.  WSOY, ed. Suomi-kuva vuonna nolla. Helsinki. ISBN 951-0-16556-5.
- Otava, ed. (1992). Talo jossa asun. Helsinki. ISBN 951-1-12561-3.
- Otava, ed. (1993). Olotiloja. Helsinki. ISBN 951-1-12852-3.
- Otava, ed. (1995). Terveenä laitoksessa. Helsinki. ISBN 951-1-13944-4.
- Otava, ed. (1998). Miksi olen. Helsinki. ISBN 951-1-15544-X.
- Donner, Jörn & John Vikström (2002).  Kirjapaja, ed. Elämme, siis kuolemme: Keskustelukirjeitä. Helsinki. ISBN 951-625-835-2.
- Otava, ed. (2002). Minetten rakkaus. Helsinki. ISBN 951-1-18266-8.
- Otava, ed. (2004). Linnun varjo. Helsinki. ISBN 951-1-19689-8.
- Kirjapaja, ed. (2004). Elämänkuvia. Helsinki. ISBN 951-607-034-5.
- Donner, Jörn & Stefan Lindfors (2005).  Aamulehti, ed. Himo, rakkaus ja raivo. Jörn Donnerin ja Stefan Lindforsin keskusteluja. Tampere. ISBN 952-5601-06-4.
- Otava, ed. (2006). Kuolemankuvia. Helsinki. ISBN 951-1-21308-3.
- Otava, ed. (2006). Isän jalanjäljillä. Helsinki. ISBN 951-1-20921-3.
- Otava, ed. (2007). Diktonius. Elämä. Helsinki. ISBN 978-951-1-22082-4.
- Otava, ed. (2009). Bergman. Muistelma. Helsinki. ISBN 978-951-1-22972-8.
- Otava, ed. (2011). Muistiinpanoja Mannerheimista. Helsinki. ISBN 978-951-1-25618-2.
- Otava, ed. (2013). Mammutti: jälkeenjääneet tekoset (Mammuten. Efterlämnade handlingar). Helsinki. ISBN 978-951-1-26311-1.
- Otava, ed. (2015). Pikku mammutti: puoliautenttisia päiväkirjamerkintöjä heinäkuusta 2013 helmikuuhun 2015 (Lilla mammuten). Helsinki. ISBN 978-951-1-29282-1.
- Otava, ed. (2017). Suomi Finland. Helsinki. ISBN 978-951-1-31434-9.
- Donner, Jörn & Nyström, Samu: "Merkillinen on nyt maailman meno" Helsingin päiväkirja sekasorron ajalta 1917-1918 ("Märklig är du världens gång" Kollektiv Helsingforsdagbok 1917-1918). Suomentanut Susanna Sjöman. Helsinki: Otava, 2017. ISBN 978-951-1-30741-9.
- Vesi on verta sakeampaa. (Blod är tunnare än vatten). Suomentanut Kari Koski. Helsinki: Otava, 2018. ISBN 978-951-1-31129-4.
- Donner, Jörn & Rafael Donner (2018).  Kieli, ed. Ennen kuin olet poissa. Helsinki. ISBN 978-951-8-51904-4.
- Viimeinen taisto. (Sista striden). Suomentanut Kari V. Koski. Helsinki: Otava, 2019. ISBN 978-951-1-34132-1.

## Filmografía
- 1963 : Syyskuinen sunnuntai
- 1964 : Rakastaa
- 1965 : Täällä alkaa seikkailu
- 1967 : Poikkiparru
- 1967 : Stimulantia
- 1968 : Mustaa valkoisella
- 1969 : 69 – Sixtynine
- 1970 : Anna
- 1970 : Naisenkuvia
- 1971 : Perkele! Kuvia Suomesta (documental)
- 1972 : Hellyys
- 1973 : Baksmälla
- 1978 : Ingmar Bergmanin maailma (documental)
- 1978 : Miestä ei voi raiskata
- 1978 : The Bergman File (documental)
- 1982 : Yhdeksän tapaa lähestyä Helsinkiä (documental)
- 1984 : Dirty Story
- 1988 : Kirjeitä Ruotsista (documental de TV)
- 1998 : Ingmar Bergman: Om liv och arbete (documental de TV)
- 2000 : Presidentti (telefilm)
- 2007 : Raja 1918 (productor)
- 2009 : Kuulustelu
- 2015 : Armi elää!
- 2017 : Perkele 2 – Kuvia Suomesta (documental)
- 2018 : Ingmar Bergmanin muisto (documental)